# Abbildungsgeometrie
Die Abbildungsgeometrie ist der Zweig der Geometrie, der die geometrischen Abbildungen untersucht. Kennzeichnend für eine bestimmte Klasse von geometrischen Abbildungen sind vor allem die Invarianten der betreffenden Abbildungen, also diejenigen Eigenschaften geometrischer Objekte, die bei Anwendung der betreffenden Abbildungen unverändert bleiben. Diese Sichtweise der Geometrie wurde insbesondere von Felix Klein in seinem Erlanger Programm propagiert.
Zur Abbildungsgeometrie gehören beispielsweise die Ähnlichkeitsabbildungen (mit den Invarianten Streckenverhältnis und Winkelgröße) oder die Kongruenzabbildungen (mit den Invarianten Streckenlänge und Winkelgröße).

## Abbildungsgeometrie in der Mathematikdidaktik
In der Mathematikdidaktik bezeichnet Abbildungsgeometrie oder Bewegungsgeometrie das didaktische Konzept, mit Hilfe von Abbildungen und deren Eigenschaften Geometrie zu betreiben, welches der üblichen kongruenzgeometrischen Methode nach Euklid gegenübergestellt wird.
In der Sowjetunion wurde dieser Ansatz von Andrei Kolmogorow zusammen mit der Mengenlehre für eine Lehrreform vorgeschlagen und ab 1966 in einer Reform der mathematischen Lehre an Schulen unter dem Namen Neue Mathematik umgesetzt.